# خورشیدگرفتگی ۳۰ اوت ۱۹۲۴
خورشیدگرفتگی ۳۰ اوت ۱۹۲۴ (به انگلیسی: Solar eclipse of August 30, 1924) یک خورشیدگرفتگی از نوع خورشیدگرفتگی جزئی است. این خورشیدگرفتگی در تاریخ ۳۰ اوت ۱۹۲۴ میلادی (‎۸ شهریور ۱۳۰۳ خورشیدی) روی داد که زمان اوج آن، ساعت ۸:۲۳:۰۰ به‌وقت ساعت هماهنگ جهانی بوده‌است.